# غزليات نيرودا
غزليات نيرودا أو أشعار القبطان ديوان للشاعر التشيلي بابلو نيرودا (1904–1973)، الحائز على جائزة نوبل في الأدب عام 1971.
نُشر لأول مرة بشكل مجهول الاسم في إيطاليا عام 1952، وقد طُبع على يد صديق الشاعر، باولو ريشي. ظهر الكتاب لأول مرة موقعًا باسم نيرودا في تشيلي عام 1963، متضمّنًا ملاحظة تفسيرية من الشاعر يوضح فيها سبب قراره بنزع صفة المجهول عن العمل، وقد وقّعها في إيسلا نيغرا في نونبر من ذلك العام. في إحدى طبعات الكتاب الصادرة عام 2003 عن دار النشر Editorial Sudamericana، أُرفق الديوان بتقديم كتبه الشاعر الأوروغوياني ماريو بينيديتي. كما يتضمّن الكتاب رسالة-مقدمة موقعة من روساريو دي لا سيردا، كتبتها في هافانا بتاريخ 3 أكتوبر 1951، تشير فيها إلى أن هذه القصائد العاطفية قد كُتبت لها من قِبل "القبطان".

## بناء
ينقسم الكتاب إلى خمسة أقسام من القصائد القصيرة، ويُختتم بقصيدتين طويلتين نسبيًا، هما:
«نشيد الزواج» «الرسالة في الطريق»، وتتوزع القصائد عبر هذه الأقسام الخمسة كما يلي:
1. الحب يبدأ نيرودا الديوان بتعبير مكثف عن مشاعر الحب، مستعرضًا جوانب متعددة من العلاقة العاطفية، من الحنان والشوق إلى الجمال والغياب.
2. الرغبة ينتقل الشاعر في هذا القسم إلى استكشاف أعمق لمشاعر الرغبة والشوق، معبرًا عن التوترات الداخلية والتطلعات المكبوتة.
3. الغضب يُظهر نيرودا في هذا الجزء مشاعر الغضب والاحتجاج، متناولًا التحديات والصراعات التي قد يواجهها في علاقاته الشخصية أو في الحياة.
4. الحياة يتأمل الشاعر في هذا القسم تجاربه الشخصية ورؤيته للعالم، مستعرضًا واقع الحياة بما فيه من أفراح وأحزان.
5. الترانيم والتبرعم يختتم نيرودا الديوان بتعبير عن الامتنان والتقدير للأشياء الصغيرة، معبرًا عن تجدد الأمل والنمو الداخلي.

بعد هذه الأقسام، يختتم الديوان بقصيدتين طويلتين:
- نشيد الزواج، وهي قصيدة تحتفل بالاتحاد والارتباط، وتعبر عن الفرح والالتزام.
- الرسالة في الطريق، وهي قصيدة تعكس مشاعر الفقد والحنين، وتجسد رحلة البحث عن الذات والآخر.

## اقتباس
الملكة
 لقد أعلنتكِ ملكةً.

 ثمة فتيات أطول منكِ،
وثمة فتيات أكثر صفاءً منكِ،
وثمة فتيات أجمل منكِ.
ولكنكِ أنتِ الملكة.
حين تخطرين في الطرقات،
لا يتعرف عليكِ أحد،
لا أحد يرى تاجكِ البلوري،
لا أحد يرى البساط الأحمر
الذي تخطرين عليه حين تمرّين،
ذلك البساط الذي لا وجود له.
وحين تظهرين،
تهدر جميع الأنهار في جسدي،
وتهز النواقيس عنان السماء،
وثمة نشيد يملأ الدنيا طولًا وعرضًا.
أنتِ وأنا فقط،
أنتِ وأنا فقط يا حبيبتي،

 من يسمعه.